# Barry Powell
Barry Powell (Kenilworth, 29 gennaio 1954) è un allenatore di calcio ed ex calciatore inglese, di ruolo centrocampista.

## Biografia
Suo padre Ivor è stato a sua volta un calciatore professionista (ha anche giocato nella nazionale gallese) ed un allenatore di calcio.

## Carriera

### Giocatore

#### Club
Dopo aver giocato nelle giovanili del Wolverhampton, club della prima divisione inglese, esordisce in prima squadra (e quindi più in generale tra i professionisti) nel corso della stagione 1972-1973, all'età di 18 anni; tra il 1972 ed il 1975 gioca con buona regolarità con i Wolves, con cui colleziona complessivamente 62 presenze e 7 reti nella prima divisione inglese e 2 presenze in Coppa UEFA; scende inoltre in campo (subentrando dalla panchina) nella vittoriosa finale della Coppa di Lega 1973-1974. Nell'estate 1975 fa parte del nucleo dei giocatori del Wolves, formato da Don Gardner, Peter White, Jimmy Kelly e Chris Dangerfield, che andarono a rinforzare la neonata franchigia NASL dei Portland Timbers, affidati al gallese Vic Crowe, che con il suo assistente Leo Crowther costruì una rosa prettamente britannica. La squadra nel massimo campionato nordamericano si impose nella Western Division e nei playoff raggiunse la finale, nella quale non fu impiegato, persa contro i T.B. Rowdies. Con i Timbers segna 4 reti in 18 presenze, venendo anche nominato tra i NASL All-Stars.
Terminato il prestito, il Wolverhampton lo cede al Coventry City in uno scambio con il nazionale scozzese Willie Carr: con gli Sky Blues Powell trascorre quattro campionati consecutivi giocando stabilmente da titolare in prima divisione, disputando in totale 164 partite e segnando 27 reti; nell'ottobre del 1979 si trasferisce invece al Derby County, con cui fatta eccezione per un nuovo periodo in prestito ai Portland Timbers gioca fino al termine della stagione 1981-1982, per un totale di 83 presenze e 7 reti in partite di campionato.
Dal 1982 al 1984 gioca per un biennio nella prima divisione di Hong Kong con il Bulova; torna poi in patria per la stagione 1984-1985, che trascorre integralmente in quarta divisione pur cambiando club a metà stagione (disputa infatti 11 partite con il Burnley e 8 partite con lo Swansea City), per poi tornare nuovamente ad Hong Kong nella stagione 1985-1986, al South China. Nel 1986 dopo 11 anni dal suo precedente addio al club fa infine ritorno al Wolverhampton, con il doppio ruolo di giocatore e vice allenatore: nell'arco di due anni gioca in totale 14 partite, vincendo anche la Fourth Division 1987-1988, per poi ritirarsi.
In carriera ha totalizzato complessivamente 347 presenze e 41 reti nei campionati della Football League.

#### Nazionale
Nel 1974 ha giocato 4 partite con la nazionale inglese Under-23.

### Allenatore
Dal 1999 al 2001 ha allenato l'Aberystwyth Town, club della prima divisione gallese; nella stagione 2001-2002 ha lavorato come vice di Kenny Hibbit ai semiprofessionisti dell'Hednesford Town, per poi dopo un periodo da allenatore agli Stafford Rangers nel febbraio del 2003 tornare come allenatore all'Hednesford Town. Rimane alla guida del club anche nella stagione 2003-2004, nella quale ha vinto un FA Trophy. Nel 2011 per alcuni mesi ha lavorato come vice di Marcus Bignot al Solihull Moors.

## Palmarès

### Giocatore

#### Competizioni nazionali
- Coppa di Lega inglese: 1

Wolverhampton: 1973-1974
- Campionato inglese di quarta divisione: 1

Wolverhampton: 1987-1988
- Football League Trophy: 1

Wolverhampton: 1987-1988
- Hong Kong Football Association Cup: 2

Bulova: 1982, 1983
- Hong Kong Viceroy Cup: 2

Bulova: 1982, 1983
- Hong Kong Premier League: 1

South China: 1985-1986

### Allenatore

#### Competizioni nazionali
- FA Trophy: 1

Hednesford Town: 2003-2004